# 2018-as hesseni tartományi választás
A 2018-as hesseni tartományi választásra október 28-án került sor. Huszadik alkalommal választották meg a hesseni tartományi gyűlés (Hessischen Landtag) - Hessen német tagállam parlamentje - tagjait, 110 tagot. A választással egyidőben népszavazást is tartottak, 15 alkotmánymódosítás ügyében, melyeket a tartományi gyűlés korábban fogadott el.
Amint az elemzők előrejelezték, a kormánypártok gyenge eredménye azonnali komoly változásokat eredményezett a német belpolitikában. Angela Merkel kancellár egyes források szerint kijelentette, hogy decemberben elhagyja pártja elnöki pozícióját, és 2021-ben nem indul újra a kancellári posztért. Merkel Kereszténydemokrata Unió (CDU) pártjának partnere a koalícióban, a szociáldemokrata SPD, szintén nagyon rosszul szerepelt, és 2019-ig szabott határidőt a szövetségnek ahhoz, hogy jobb eredményeket érjen el.

## Eredmények
| pártok                           | képvíselők |
| -------------------------------- | ---------- |
| abszolút többség 69 képviselőtől |            |
| CDU Grüne                        | 69         |
| CDU SPD                          | 69         |
| SPD Grüne FDP                    | 69         |
| CDU Grüne FDP                    | 80         |
| Képviselők összesen              | 137        |

A választási eredmények az előrejelzéseknek megfelelően alakultak. A CDU (27%) és az SPD (19,8%) is az előző választáshoz képest több, mint tizenegy százalékpontot veszített támogatottságából. A bevándorlásellenes Alternatíva Németországért (AfD) (13,1%) megháromszorozta szavazatainak számát és 13% feletti eredménnyel a 16. tartományi parlamentbe is bekerül, így minden német tartomány parlamentjében jelen vannak képviselőik. Az AfD mellett a választás nagy győztese a Zöldek (19,8%) lettek közel 20%-os eredménnyel. A Német Szabaddemokrata Párt (FDP) (7,5%) eredményével, miután a jelenleg kormányzó CDU-Zöldek koalíció a zöldek kiemelkedő eredménye ellenére meggyengült, reménykedhet a kormányba való bekerülésben.

## Politikai jelentősége
A választás eredményei jelentős hatást gyakorolhatnak a német szövetségi belpolitikára is, miután a közvéleménykutatások az Angela Merkel kancellár vezette kormánykoalíció jelentős meggyengülését mutatták. Ezt igazolták az október 14-én tartott bajorországi tartományi választás is, amelyeken Merkel Kereszténydemokrata Uniójának (CDU) koalíciós szövetségesei - a Bajor Keresztényszociális Unió (CSU) és a Szociáldemokrata Párt (SPD) - egyenként több, mint 10 százalékpontot veszítettek öt évvel korábbi eredményükhöz képest. Miután A CDU a CSU koalíciós vitáit és azok stílusát okolta bajor partnere népszerűségvesztéséért, Merkel és pártja pozíciójáról pontosabb képet nyújthat a hesseni tartományi választás.

## Az előző választás
Az előző, 2013-as hesseni tartományi választáson a CDU győzött, 38,3%-os eredménnyel. Mögötte az SPD futott be, 30,7%-kal, a harmadik helyen végző Zöldek (Grüne) pedig 11,1%-ot kaptak. A Baloldali Párt (Linke) alig lépte át az 5%-os parlamentbe jutási küszöböt, 5,2%-os eredménnyel, ahogy a Szabaddemokrata Párt (FDP) is (5,03%). Első ízben szerepelt tartományi választáson az azóta megerősödött Alternatíva Németországért (AfD), de 4,1%-os eredményével ekkor még nem jutott be a tartományi gyűlésbe.
A választási részvétel 73,2%-os volt. Fekete-zöld (CDU-Zöldek) kormánykoalíció alakult, a kereszténydemokrata Volker Bouffier vezetésével, amely máig kormányoz (2018. októbere)).

## A fő politikai pártok
| párt                                | tartományi lista listavezetője   | választási körzetek száma | jelöltek száma tartományi listán |
| ----------------------------------- | -------------------------------- | ------------------------- | -------------------------------- |
| Kereszténydemokrata Unió            | Volker Bouffier                  | 55                        | 110                              |
| Németország Szociáldemokrata Pártja | Thorsten Schäfer-Gümbel          | 55                        | 152                              |
| Szövetség ’90/Zöldek                | Tarek Al-Wazir és Priska Hinz    | 55                        | 60                               |
| Baloldali Párt                      | Janine Wissler és Jan Schalauske | 55                        | 30                               |
| Német Szabaddemokrata Párt          | René Rock                        | 55                        | 56                               |
| Alternatíva Németországért          | Rainer Rahn                      | 55                        | 30                               |
| Német Kalózpárt                     | Jürgen Erkmann                   | 8                         | 29                               |
| FW                                  | Engin Eroglu                     | 41                        | 61                               |

## Közvéleménykutatások
| közvéleménykutató intézet    | dátum      | CDU    | SPD    | Grüne  | Die Linke | FDP   | AfD    | mások |
| ---------------------------- | ---------- | ------ | ------ | ------ | --------- | ----- | ------ | ----- |
| ZDF Politbarometer           | 25.10.2018 | 28 %   | 20 %   | 20 %   | 8 %       | 8 %   | 12 %   | 4 %   |
| Forschungsgruppe Wahlen      | 18.10.2018 | 26 %   | 20 %   | 22 %   | 8 %       | 8 %   | 12 %   | 4 %   |
| Civey (HNA-Wahltrend)        | 12.10.2018 | 28,5 % | 24,9 % | 18,2 % | 7,5 %     | 5,6 % | 11,8 % | 3,5 % |
| Forschungsgruppe Wahlen      | 03.10.2018 | 29 %   | 23 %   | 18 %   | 8 %       | 6 %   | 13 %   | 3 %   |
| Civey (HNA-Wahltrend)        | 28.09.2018 | 28,6 % | 23 %   | 15,8 % | 8,8 %     | 7,6 % | 12,4 % | 3,8 % |
| Infratest dimap              | 24.09.2018 | 28 %   | 23 %   | 17 %   | 8 %       | 7 %   | 14 %   | 3 %   |
| Forschungsgruppe Wahlen      | 21.09.2018 | 32 %   | 25 %   | 15 %   | 8 %       | 6 %   | 11 %   | 3 %   |
| INSA                         | 07.09.2018 | 29 %   | 24 %   | 14 %   | 8 %       | 7 %   | 14 %   | 4 %   |
| 2013-as tartományi választás | 22.09.2013 | 38,3 % | 30,7 % | 11,1 % | 5,2 %     | 5,0 % | 4,1 %  | 5,6 % |

## Külső hivatkozás
- www.politische-bildung.de Landtagswahl in Hessen am 28. Oktober 2018